# Vnitrozemská delta Nigeru

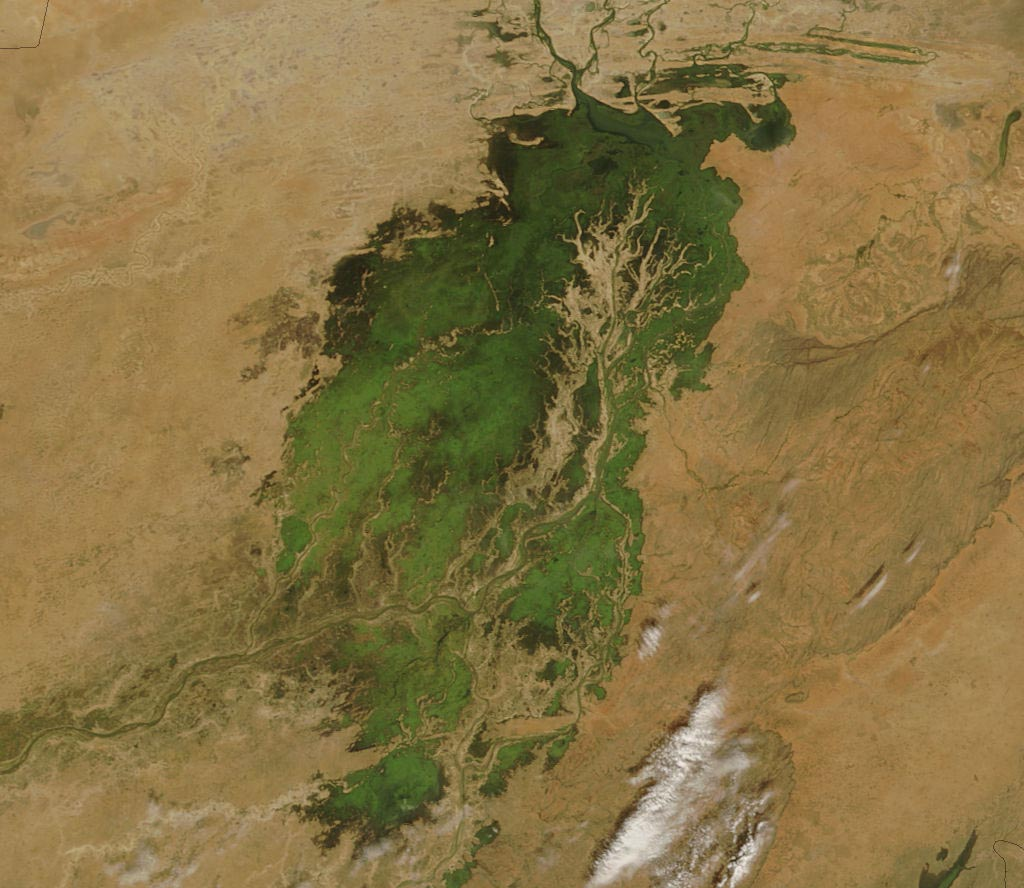
Satelitní snímek vnitrozemské delty

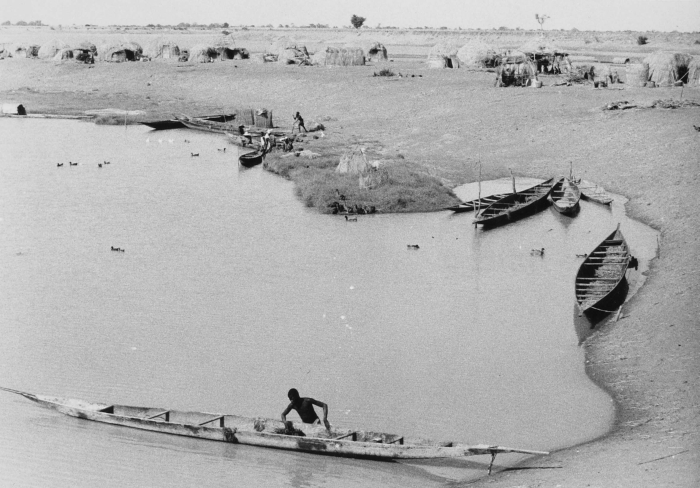
Rybářská vesnice nedaleko Mopti, okolo roku 1970

Vnitrozemská delta Nigeru nebo také Macina je oblast v republice Mali mezi městy Djenné a Timbuktu, která má rozlohu okolo 64 000 km² a žije v ní přes půl milionu lidí. Veletok Niger zde přijímá zprava přítok Bani a rozlévá se v ploché krajině do šíře, vytváří tak množství mokřadů, ramen a jezírek. Bohatě zavodněná krajina kontrastuje s okolním vyprahlým Sahelem. 
V období dešťů od července do září hladina řeky stoupne až o sedm metrů a zaplaví rozsáhlá území. Ještě před tisícem let  se zde rozkládalo velké jezero, z něhož zůstalo jen několik pozůstatků, největším je jezero Débo, které má v období dešťů rozlohu 160 km². V 19. století zde Fulbové, které vedl Seku Amadu, vytvořili velkou muslimskou říši Massina. V roce 2004 byla delta zapsána mezi lokality chráněné na základě Ramsarské úmluvy.
Vegetaci tvoří traviny jako ježatka, vosie a troskut prstnatý, typickými stromy jsou akácie arabská, akácie bělavá, lontar etiopský a Boscia senegalensis. Oblast oplývá množstvím vodního ptactva, např. ibis posvátný, jeřáb paví, husice nilská, čírka modrá nebo jespák bojovný. V labyrintu vodních kanálů nachází ideální podmínky kapustňák senegalský, z ryb se zde vyskytují peřovci a cichlidy, z plazů želva ostruhatá, krokodýl nilský a krajta písmenková. Množství hrochů dalo název celé zemi: „mali“ znamená v bambarštině hroch. Delta je využívána k pastevectví, rybolovu a pěstování rýže, prosa, sezamu a pšenice. Je známá jako „sýpka západní Afriky“ a vytváří desetinu malijského HDP. Záplavy znemožňují budování infrastruktury, hlavním dopravním prostředkem jsou proto lodě.